# Championnat du Venezuela de football 1968
Navigation
Saison 1967 Saison 1969
La saison 1968 du championnat du Venezuela de football est la douzième édition du championnat de première division professionnelle au Venezuela et la quarante-huitième saison du championnat national. 
Le championnat est composé de deux phases :
- la première phase voit les dix équipes regroupées au sein d'une poule unique où elles s'affrontent deux fois, à domicile et à l'extérieur. Les six premiers du classement se qualifient pour la seconde phase. Pour permettre le passage du championnat de 10 à 9 équipes la saison prochaine, le dernier du classement ne peut pas s'inscrire au championnat de la saison prochaine.
- la seconde phase, la poule pour le titre, regroupe les six qualifiés qui s'affrontent à nouveau deux fois. Le club en tête à l'issue de cette phase est déclaré champion.

C'est le club de l'UD Canarias qui remporte la compétition, après avoir terminé en tête du classement final, avec trois points d'avance sur le Deportivo Italia et quatre sur le tenant du titre, le Deportivo Portugués. C'est le tout premier titre de champion du Venezuela de l'histoire du club, qui réussit même le doublé en s'imposant en finale de la Copa Venezuela face au Lara FC.

## Les clubs participants
| - Deportivo Portugués - Aragua FC - UD Canarias - Deportivo Italia - Litoral FC | - Deportivo Galicia - Anzoátegui FC - Lara FC - Valencia FC - Zulia FC |

## Compétition
Le barème utilisé pour établir le classement est le suivant :
- Victoire : 2 points
- Match nul : 1 point
- Défaite : 0 point

### Première phase
| Rang | Équipe               | Pts | J  | G  | N | P  | Bp | Bc | Diff |
| ---- | -------------------- | --- | -- | -- | - | -- | -- | -- | ---- |
| 1    | UD Canarias          | 28  | 18 | 12 | 4 | 2  | 27 | 17 | +10  |
| 2    | Deportivo Italia     | 20  | 18 | 7  | 6 | 5  | 45 | 33 | +12  |
| 3    | Deportivo PortuguésT | 20  | 18 | 7  | 6 | 5  | 36 | 33 | +3   |
| 4    | Lara FC              | 20  | 18 | 8  | 4 | 6  | 26 | 29 | -3   |
| 5    | Valencia FC          | 19  | 18 | 7  | 5 | 6  | 31 | 21 | +10  |
| 6    | Aragua FC            | 19  | 18 | 8  | 3 | 7  | 29 | 33 | -4   |
| 7    | Zulia FC             | 18  | 18 | 8  | 2 | 8  | 27 | 22 | +5   |
| 8    | Deportivo Galicia    | 18  | 18 | 7  | 4 | 7  | 32 | 31 | +1   |
| 9    | Anzoátegui FC        | 11  | 18 | 4  | 3 | 11 | 17 | 37 | -20  |
| 10   | Litoral FC           | 7   | 18 | 1  | 5 | 12 | 38 | 52 | -14  |

|  | Qualification pour la seconde phase        |
|  | Retrait du championnat la saison prochaine |

### Seconde phase
| Rang | Équipe               | Pts | J  | G | N | P | Bp | Bc | Diff |
| ---- | -------------------- | --- | -- | - | - | - | -- | -- | ---- |
| 1    | UD CanariasC         | 15  | 10 | 6 | 3 | 1 | 17 | 6  | +11  |
| 2    | Deportivo Italia     | 12  | 10 | 5 | 2 | 3 | 16 | 15 | +1   |
| 3    | Deportivo PortuguésT | 11  | 10 | 4 | 3 | 3 | 16 | 20 | -4   |
| 4    | Valencia FC          | 9   | 10 | 4 | 1 | 5 | 20 | 17 | +3   |
| 5    | Lara FC              | 8   | 10 | 2 | 4 | 4 | 13 | 13 | 0    |
| 6    | Aragua FC            | 5   | 10 | 2 | 1 | 7 | 10 | 22 | -12  |

|  | Qualification pour la Copa Libertadores 1969 |

## Bilan de la saison
| Championnat du Venezuela de football 1968 |                         |
| Champion                                  | UD Canarias (1er titre) |
| Coupes et trophées                        |                         |
| Vainqueur de la Coupe du Venezuela 1968   | UD Canarias             |
| Qualifications continentales              |                         |
| Copa Libertadores 1969                    | UD Canarias             |
| Copa Libertadores 1969                    | Deportivo Italia        |
| Promotions et relégations                 |                         |
| Promus en Primera División                | Aucun                   |
| Relégués en Segunda A                     | Litoral FC              |